# Tour de Walla Walla
O Tour de Walla Walla é uma corrida de ciclismo estadounidense disputada por etapas no coração do condado de Walla Walla, no Estado de Washington. A competição está dividida em várias provas diferentes, segundo a idade, o género e a categoria dos corredores.
Após ter sido anulada em 2017., a corrida retoma o seu lugar no calendário em 2018, celebrando a esta ocasião a sua 21.º edição

## Palmarés desde 2006

### Elites Homens
| Ano   | Ganhador         | Segundo         | Terceiro            |
| ----- | ---------------- | --------------- | ------------------- |
| 2006  | Ian Tubbs        | Michael Emde    | James Stangeland    |
| 2007  | Matt Weyen       | Joseph Wiley    | Sam Johnson         |
| 2008  | Rob Britton      | Zack Garland    | Will Routley        |
| 2009  | Rob Britton      | Adrian Hegyvary | Nick Clayville      |
| 2010  | Nic Hamilton     | James Sparling  | Russell Stevenson   |
| 2011  | James Stangeland | Dan Bechtold    | Sebastian Salgaste  |
| 2012  | Jordan Cheyne    | Adam de Vos     | Noah Bloom          |
| 2013  | Garrett McLeod   | Ian Crane       | Jesse Reams         |
| 2014. | Ian Crane        | Jordan Cheyne   | Colby Wait-Molyneux |
| 2015. | Nigel Kinney     | Jamey Yanik     | Dillon Caldwell     |
| 2016. | Jacob Rathe      | Oliver Evans    | Nigel Kinney        |
| 2017  | anulado          |                 |                     |
| 2018. | Kaler Marshall   | Nigel Kinney    | Jamey Yanik         |
| 2019. | Daniel Lincoln   | Cortlan Brown   | Kaler Marshall      |

### Elites Mulheres
| Ano  | Ganhador           | Segundo                        | Terceiro           |
| ---- | ------------------ | ------------------------------ | ------------------ |
| 2014 | Beth Ann Orton     | Predefinição:B Vanessa Johnson | Justine Clift      |
| 2015 | Sara Poidevin      | Justine Clift                  | Sarah Carroll      |
| 2016 | Joanne Kiesanowski | Jennifer Luebke                | Katherine Reinhart |
| 2017 | anulado            |                                |                    |
| 2018 | Sara Youmans       | Brenna Wrye-Simpson            | Holly Simonson     |
| 2019 | Michelle Howe      | Claire Cameron                 | Holly Simonson     |